# Schneidersitz

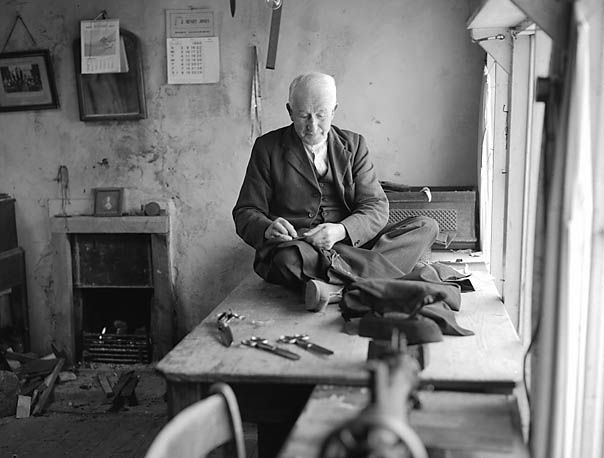
Schneider im Schneidersitz

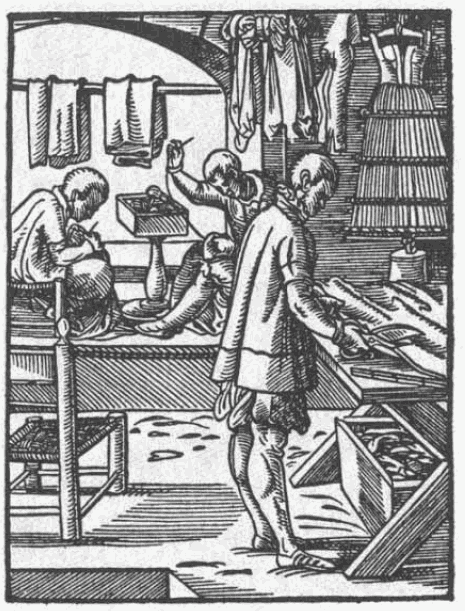
Holzschnitt aus Jost Ammans Ständebuch von 1568: Der linke Geselle sitzt im Schneidersitz.

Der Schneidersitz oder Türkensitz ist eine Sitzweise mit gekreuzten Beinen.

## Herkunft und Grund
Als Vorteile der nach dem Beruf des Schneiders benannten Sitzart gegenüber dem Sitzen auf dem Stuhl werden vermutet:
- Die Schneider saßen beim Nähen auf dem unmittelbar am Werkstattfenster angeschlagenen Tisch, damit die bearbeiteten Stoffteile nicht auf den Fußboden hängen und die bei der Arbeit abfallenden Stoffteile nicht in den Staub fallen.
- Angeblich erleichterte diese Sitzhaltung das Arbeiten mit besonders schweren Stoffen.
- Die in der Mitte des Tisches oder an der Wandseite sitzenden Nähknechte nahmen nur wenig des meist knappen Platzes weg und behinderten die Schneidergesellen nicht bei der Arbeit.
- Unmittelbar am Fenster waren die besten Lichtverhältnisse.

## Meditation
Im Yoga ist der Schneidersitz (sukhasana) eine Meditationshaltung für Anfänger und im Zen, bei körperlichen Problemen, Ersatz für den Lotussitz. Ähnliche Sitzhaltungen sind der „burmesische Sitz“, der „halbe Lotussitz“ sowie der „ganze Lotossitz“ für Fortgeschrittenere.